# Tavelure (optique)
Pour les articles homonymes, voir Tavelure.

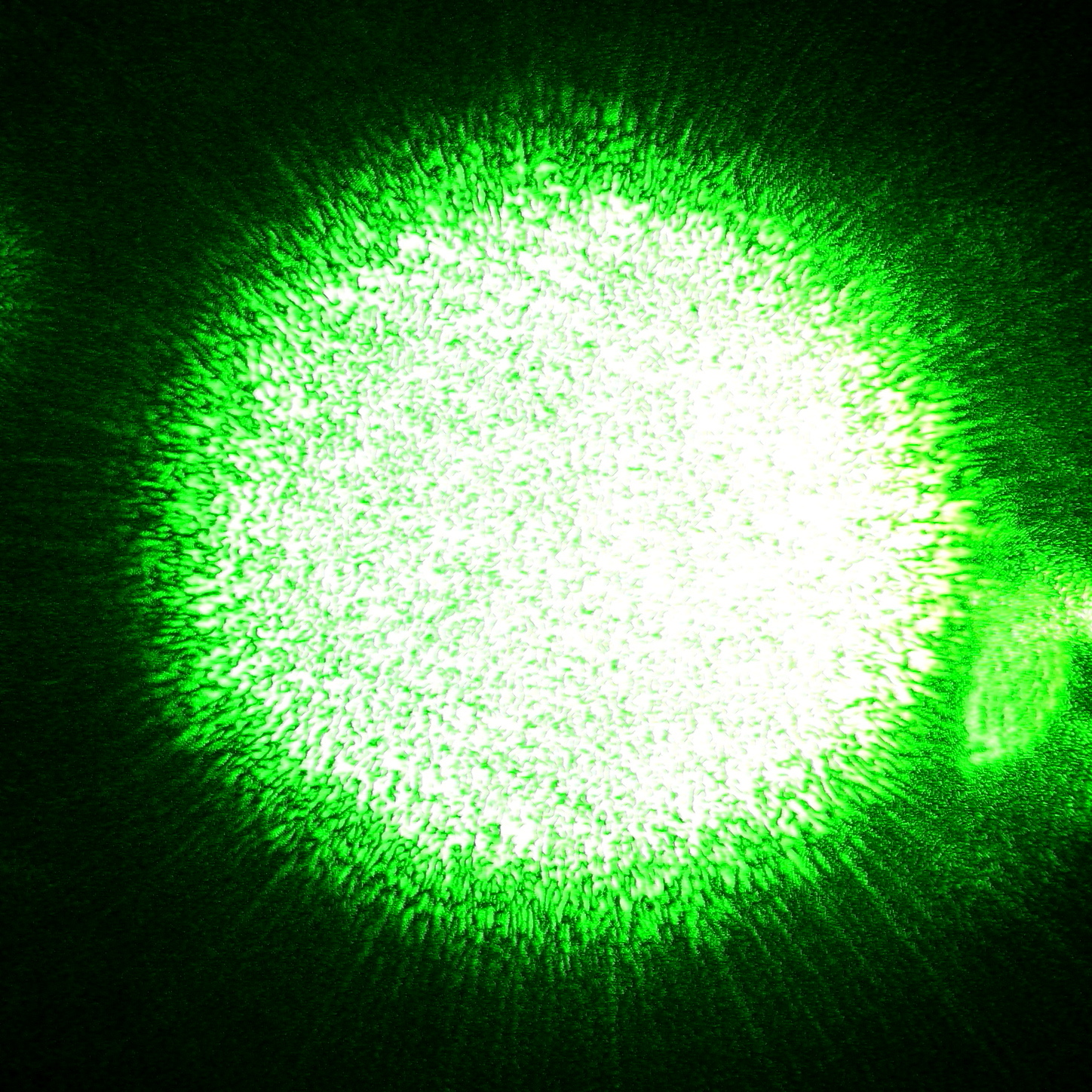
Un exemple de tavelures obtenues avec un laser vert.

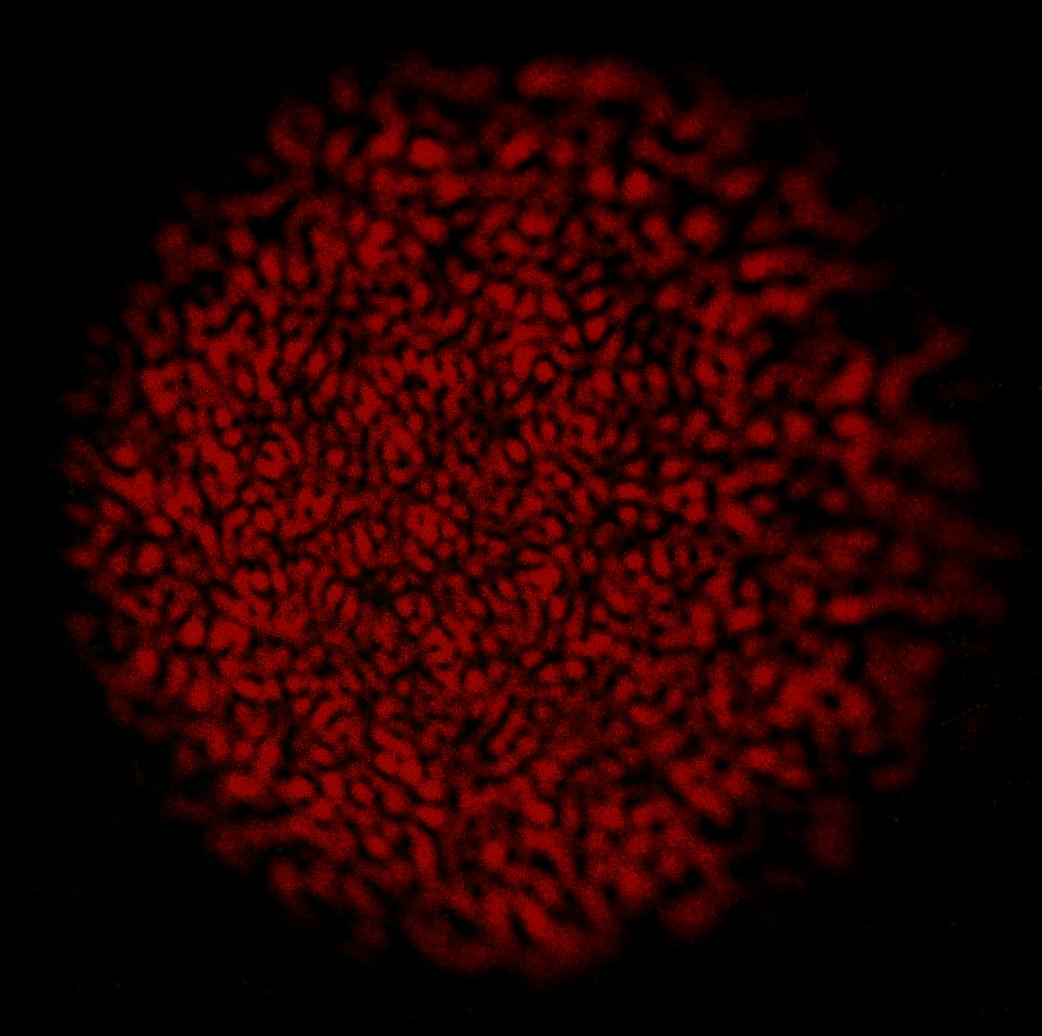
Tavelures obtenues en sortie d'une fibre optique multimode.

Les tavelures ou chatoiement (speckle en anglais) est l'ensemble des petites taches rapidement fluctuantes qui apparaissent dans la texture instantanée d'une image et qui lui donnent un aspect granuleux. Elles sont dues :  
- soit à la diffusion des ondes d'un faisceau de lumière cohérente spatialement (issue d'un laser par exemple) par une cible présentant des irrégularités à l'échelle de la longueur d'onde ;
- soit à la propagation d'un faisceau cohérent dans une atmosphère caractérisée par des variations spatiales et temporelles aléatoires d'indice de réfraction.

Le terme tavelure est utilisé pour des sources ponctuelles, comme des étoiles, et décrit l'aspect des images obtenues en instantané. Chatoiement est plus général.

## Historique
Le phénomène de tavelure a été pour la première fois observé vers 1920 par Max von Laue à l'aide d'un système utilisant une lampe à filament de carbone comme source et un prisme pour l'épuration spectrale

## Principe
Les tavelures constituent des figures d'interférences caractérisées par une répartition irrégulière et imprévisible de taches brillantes et sombres.
Ce phénomène est dû aux interférences entre les rayons diffusés par une cible composée de particules diffusantes, et éclairée par de la lumière cohérente (produite par exemple par une étoile lointaine ou un laser) .
Selon les champs scientifiques, les tavelures peuvent constituer une source précieuse d'informations sur la source de lumière ou la cible illuminée.
En astronomie, les tavelures sont créées sur l'image d'un télescope par la lumière d'une étoile passant à travers l'atmosphère terrestre. 
La lumière cohérente d'un laser produit également des tavelures en aval d'une cible opaque et/ou rugueuse comme certains polymères, du papier, des colloïdes.
La taille moyenne des petites taches observées est liée au système optique qui permet de regarder la cible (par exemple une lentille de projection ou l'œil) et non pas à la nature de celle-ci. En optique diffractive (ou optique de Fourier) on dit que la taille des taches est liée au support de la réponse impulsionnelle du système de projection.

## Applications
Ce type de phénomène trouve des applications notamment en astronomie où la diffusion est due à la turbulence atmosphérique. 
Cette technique est aussi utilisée dans les laboratoires de recherche qui travaillent sur les déformations liées aux matériaux. On parle alors d’interférométrie des tavelures à dédoublement latéral ou cisaillographie (shearography en anglais).

## Sources
- Optique. Eugen Hecht, traduction-adaptation de Sébastien Matte la Faveur et Jean-Louis Meyzonnette, Pearson, Paris, 2005
- José-Philippe Pérez, Optique : Fondements et applications [détail des éditions]
- Expériences d'optique à l'agrégation. R. Duffait. 2e édition, Bréal, Rosny, 1997.